# 漳河水库灌区
漳河水库灌区是中国湖北省荆门市的一个灌区，其水源为漳河水库。灌区设计面积173.7万亩，实际面积为141.4万亩，进水闸设计流量为121立方米每秒。